# ديانا فير
ديانا فير (بالألمانية: Diana Fehr)‏ هي متزحلقة ليختنشتانية، ولدت في 9 مارس 1974.

## وصلات خارجية
- ديانا فير على موقع أوليمبيديا (الإنجليزية)